# けやき台公園 (守谷市)

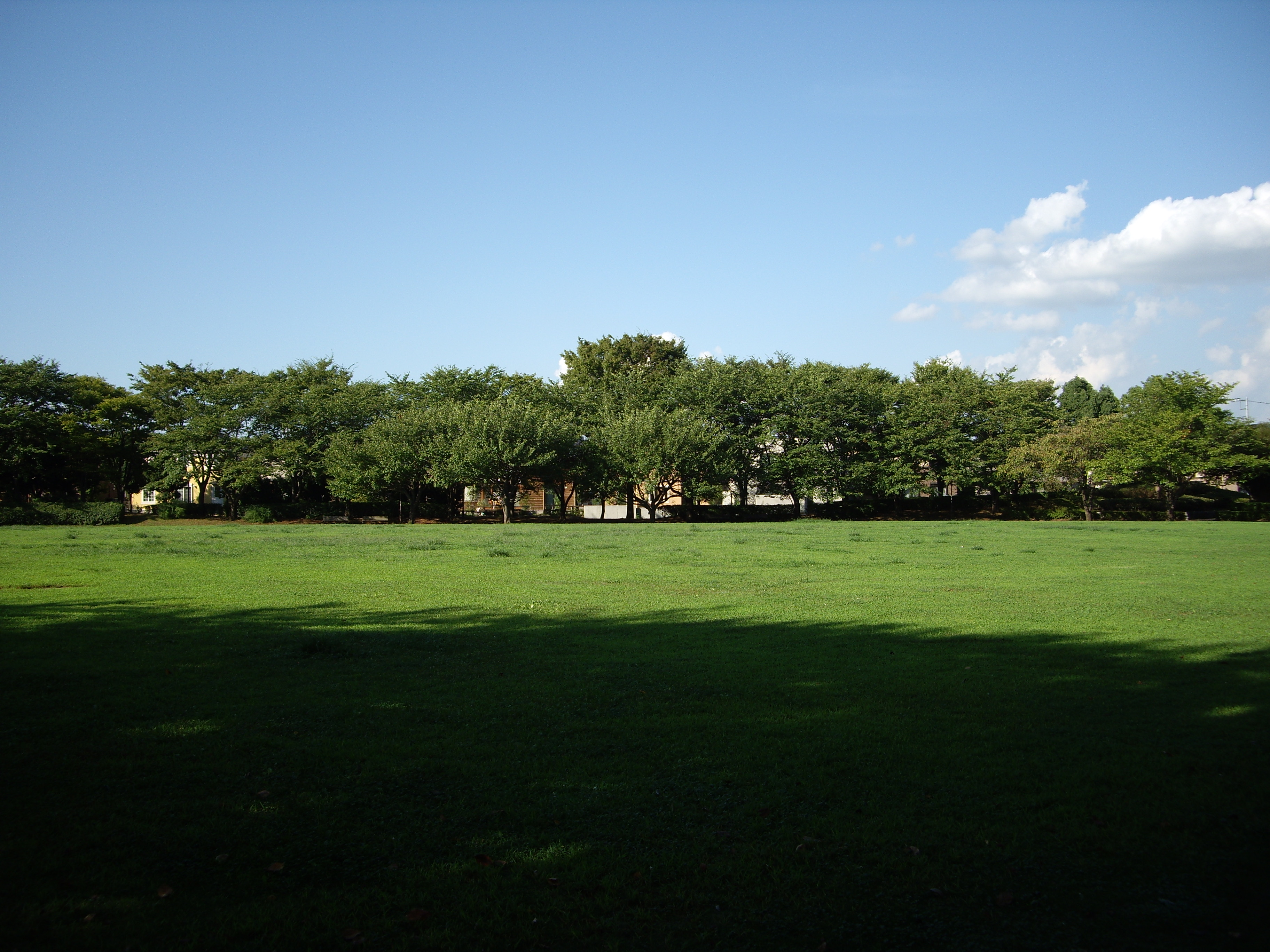
けやき台公園・芝生広場

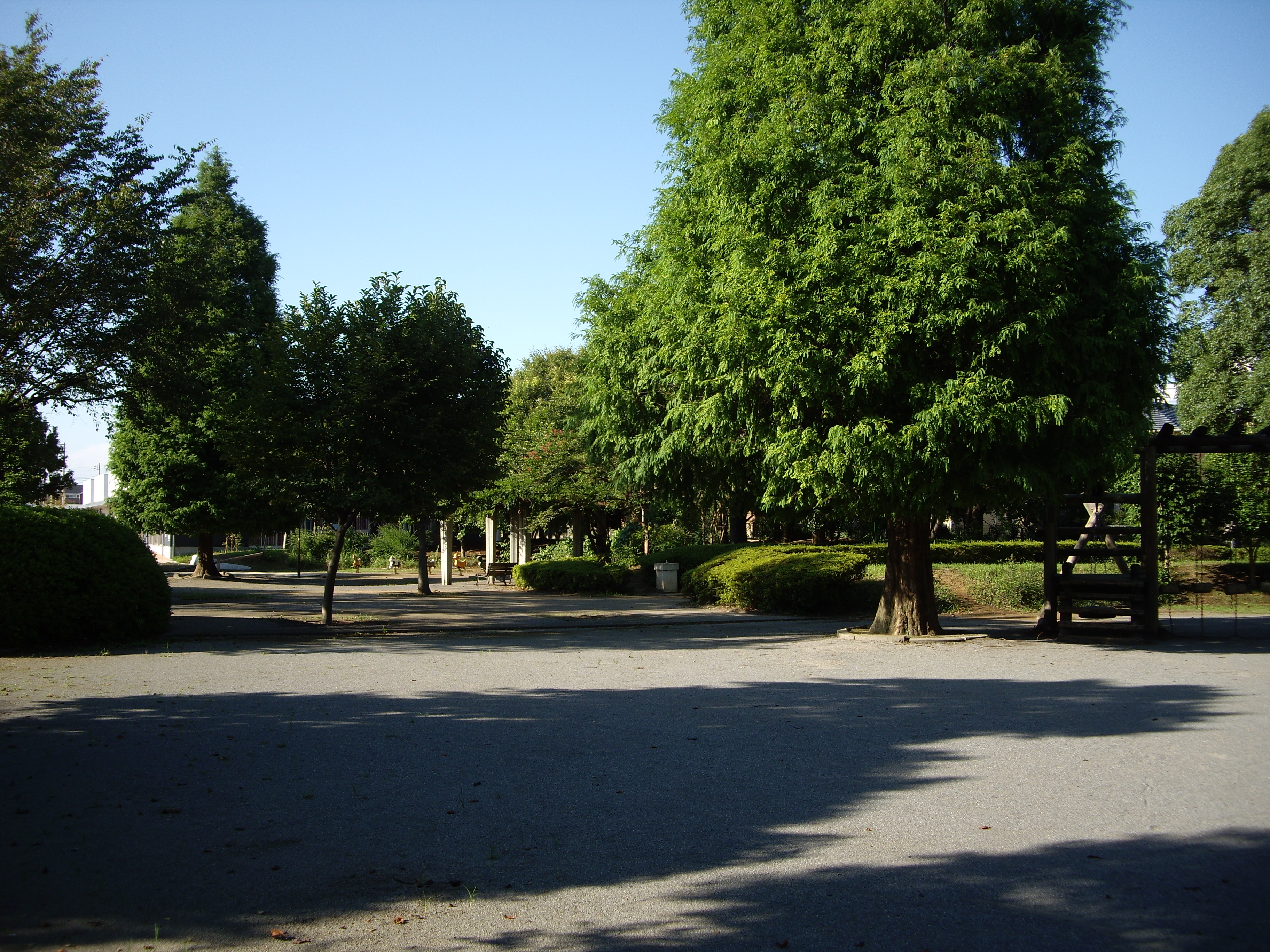
けやき台公園・遊具エリア

けやき台公園（けやきだいこうえん）は、茨城県守谷市けやき台四丁目にある近隣公園である。面積は20,200m2。

## 概要
常総ニュータウン南守谷造成時に作られた公園の一つである。南守谷地区では松ケ丘公園と並ぶ規模の大きい公園で、遊具等のあるエリアと広大な芝生の広場のあるエリアに分かれる。公園の周りには南守谷駅、常総ふれあい道路へ至る道路、遊歩道である幸福の路（しあわせのみち）があり、遊歩道沿いに位置する。また、南守谷児童センター（ミ・ナーデ）が隣接している。